# La Palmosilla
La Palmosilla es una ganadería brava española del término municipal de Tarifa (Cádiz), fundada en el año 1996 y que está inscrita dentro de la Unión de Criadores de Toros de Lidia. El ganadero José Javier Núñez Cervera, junto a su hijo, creó el hierro con vacas y sementales de la ganadería de Juan Pedro Domecq y de Nuñez del Cuvillo, pastando sus reses en las fincas de «La Palmosilla» y «La China».
La ganadería tomó antigüedad, tras lidiar su primera corrida de toros completa en la Plaza de toros de Las Ventas el 23 de abril de 2013, en un cartel que conformaron los diestros Curro Díaz, David Fandila «El Fandi» y David Galván, que tomaba la alternativa.
Los toros de La Palmosilla están marcados en la oreja con una muesca en la derecha mientras que la oreja izquierda es orejisana; luciendo, además, divisa azul celeste y roja.

## Origen «Vistahermosa»
En 1930, el bodeguero gaditano Juan Pedro Domecq y Núñez de Villaciencio se hacía con la ganadería de Manuel Martín Alonso, y que anteriormente había pertenecido al duque de Veragua. Con esta adquisición, el empresario pretendía prestigiar sus negocios además de satisfacer la afición taurina de sus hijos - Juan Pedro, Perico, Salvador y Álvaro - que estaban ligados al mundo de los toros por mediación de su relación con Ramón Mora-Figueroa. De esta manera, también sus herederos adquirirán a éste parte de su ganadería a partir de 1937, además de hacer también lo propio al Conde de la Corte, creando un prototipo particular.

### Línea Osborne
Dentro del encaste Domecq, la ganadería de La Palmosilla procede de la línea Osborne, un subencaste que fue creado por José Luis Osborne Vázquez en 1952. Estos toros procedían de la antigua ganadería de Pedro Domecq Diez «Tío Perico», que en 1946 la vendió a Luis de la Calle y éste, en 1948, a Antonio JIménez Jiménez.
La ganadería consiguió importantes éxitos durante los años sesenta y setenta hasta que, en 1977, tras la muerte del patriarca, la ganadería se divide en varios lotes, correspondiéndoles estos a sus diversos hijos. El hierro titular pasó a manos de José Luis Osborne Domecq y el segundo hierro de la casa - Osborne Domecq Hermanos - pasó a manos de Jaime Osborne, de la cual procede directamente La Palmosilla. Así, en 1982, este segundo hierro de los Osborne es vendido a Joaquín Núñez del Cuvillo, quien constituirá su ganadería sobre esta base genética.
Joaquín Núñez añadirá a estas reses toros y vacas de origen Domecq, procedente de distintas líneas así como de Atanasio Fernández. Así, pues, en 1985 cruza sus toros con una punta de ganado procedente de la antigua ganadería de Belén Ordóñez; en 1988 incluye en su ganadería un lote de vacas y un semental de la ganadería de Sayalero y Bandrés (Marqués de Domecq-Maribel Ybarra); en 1989, reses de Atanasio Fernández; en 1990, vacas y sementales de Torrealta; en 1992, reses de Juan Pedro Domecq y de Marqués de Domecq.
En 1996, José Javier Núñez Cervera, sobrino de Joaquín Núñez del Cuvillo se quedará con buena parte de las reses de origen Osborne, así como reses procedentes directamente del hierro de Juan Pedro Domecq, para asentar los cimientos de la nueva ganadería de La Palmosilla.

## Historia de la ganadería
La familia de José Javier Núñez Álvarez ha estado íntimamente ligada a la crianza del toro bravo desde el siglo XVIII, de ahí que en 1996 él y su padre decidieran iniciar la recuperación de una nueva ganadería familiar. Por esta razón, compran reses de Juan Pedro Domecq y de Núñez del Cuvillo para formar la nueva vacada y empleando para ello un antiguo hierro en propiedad de los Núñez, y que había sido empleado ininterrumpidamente hasta 1940. Las reses empezaron a pastar en dos fincas de «pura naturaleza, libertad y ecología», situadas en el término municipal de Tarifa, en la provincia de Cádiz. La primera de las explotaciones agropecurias, La Palmosilla, dispone de 180 hectáreas, «una finca que da al mar»; mientras que la segunda, La China, cuenta con 560 hectáreas y en la que pastan todos los machos y las hembras restantes de la ganadería.
La antigüedad de la ganadería se tomó el 23 de abril de 2013, cuando lidió una corrida de toros completa. Distante, número 25, fue el toro con el que se tomó la antigüedad y que sirvió, además, para que el diestro gaditano David Galván tomara su alternativa en la Plaza de toros de Madrid.

### Toros destacados
| Nombre    | Número | Capa                          | Peso | Guarismo | Fecha      | Lugar                             | Torero                    | Premio            | Ref.  |
| --------- | ------ | ----------------------------- | ---- | -------- | ---------- | --------------------------------- | ------------------------- | ----------------- | ----- |
| Capitán   | 103    | Negro                         | -    | -        | 21-08-2012 | La Línea de la Concepción (Cádiz) | Manuel Díaz "El Cordobés" | Indulto           | [ 6 ] |
| Rescoldo  | 62     | -                             | -    | -        | 16-10-2021 | Ubrique (Cádiz)                   | Octavio Chacón            | Indulto           |       |
| Carasucia | 18     | Negro                         | 491  | 4        | 03-06-2018 | Sanlúcar de Barrameda (Cádiz)     | Enrique Ponce             | Indulto           | [ 7 ] |
| Tinajón   | 30     | Colorado Chorreado En Verdugo | 540  | 5        | 13-07-2019 | Pamplona(Navarra)                 | José Garrido              | Premio Carriquiri |       |

## Características
La ganadería, conformada con toros de procedencia de Juan Pedro Domecq y de Núñez del Cuvillo, atienden en sus características zootécnicas a las que recoge como propias de este encaste el Ministerio del Interior:
- Toros elipométricos y eumétricos, más bien brevilíneos con perfiles rectos o subconvexos, con una línea dorso-lumbar recta o ligeramente ensillada; y la grupa, con frecuencia, angulosa y poco desarrollada y las extremidades cortas, sobre todo las manos, de radios óseos finos.
- Bajos de agujas, finos de piel y de proporciones armónicas, bien encornados, con desarrollo medio, y astifinos, pudiendo presentar encornaduras en gancho. El cuello es largo y descolgado, el morrillo bien desarrollado y la papada tiene un grado de desarrollo discreto.
- Sus pintas son negras, coloradas, castañas, tostadas y, ocasionalmente, jaboneras y ensabanadas, estas últimas por influencia de la casta Vazqueña. Entre los accidentales destaca la presencia del listón, chorreado, jirón, salpicado, burraco, gargantillo, ojo de perdiz, bociblanco y albardado, entre otros. Además, estos toros tienen procedencia de la línea Osborne, dentro del encaste Domecq, por lo que es habitual encontrar: pintas ensabanadas, con accidentales característicos como el mosqueado, botinero, bocinegro, etc.

## Sanfermines

### 2019
La primera comparecencia de la ganadería de La Palmosilla en la Feria del Toro de Pamplona tuvo lugar en el año 2019, sustituyendo a uno de los hierros más emblemáticos de los sanfermines, como era Fuente Ymbro. Las reses reseñadas para su debut en esta feria navarra fueron Brujito, Diligente, Viandero, Tinajón, Cateto y Distante; siendo lidiados por el extremeño José Garrido, Luis David Adame y Javier Marín.
Su comportamiento durante el encierro estuvo caracterizado por la velocidad de los astados durante todo el recorrido, disponiendo de 2 minutos y 12 segundos para completar todo el itinerario, desde los Corrales del Gas hasta la Plaza de toros de Pamplona. Por esta razón, el periodista Zabala de la Serna consideró que «el debut de La Palmosilla en el encierro fue meteórico. Los toros tarifeños fueron fieles hijos del viento. El hijo del viento le llamaban a Carl Lewis». Adelantándose a los cabestros, el encierro se saldó sin ninguna herida por asta de toro entre los mozos que lo corrieron.
Por la tarde, en la plaza, las reses estuvieron ofrecieron buen juego, siendo «mansurrones, con mucha movilidad y casta», consiguiendo Luis David Adame cortar una oreja del segundo de la tarde; y siendo el primero, segundo y cuarto, aplaudidos en el arrastre.

### 2022
El 10 de julio de 2022, la ganadearía gaditana volvió a correr por las calles de Pamplona. En esta ocasión, los toros reseñados fueron Sombrerito, Arrumbadito, Pueblerino, Memorable, Vinatero y Remilgado. Durante la mañana, en el encierro, protagonizaron un encierro rápido y limpio que duró 2 minutos y 29 segundos, y no hubo ningún herido por asta de toro.
Por la tarde, le correspondió su lidia y muerte al murciano Rafael Rubio "Rafaelillo", a Manuel Escribano y a Leonardo Valadez, cortando la terna en total siete orejas y saliendo a hombros junto al mayoral.

### 2023
De vuelta otra vez a Pamplona. La Palmosilla ha sido una ganadería un premiada en solo 2 años. Carriquiri en 2019 y Feria del Toro en 2022. Esta vez los reseñados fueron Aspirante, Mirlón, Opíparo, Carafeo, Histórico y Escandalito. El encierro fue limpio, bastante rápido de 2 minutos y 32 segundos y dejaron 6 traumatismos. Se resbalaron unos cuantos toros, y la manada fue separada porque el suelo estaba mojado.
Después del emocionante encierro, fracasaron en la corrida. Fue una corrida sin fuerzas la peor que ha hecho en Pamplona.

### 2024
El jueves 9 de noviembre se confirmó la presencia de la ganadería por 4 vez consecutiva desde el 2019  Llegado el dia 7 de julio del 2024 los toros reseñados para esta vez fueron Capitán, Papelón, Escandaloso, Chistoso, Ilustrado y Gallardio. El encierro duró 4 minutos y 7 segundos quedándose 2 toros (Chistoso e Ilustrado) en el ruedo generando momentos de peligro pero sin llegar a nada, su balance fue de 6 atenciones y 1 de ellas por herida de asta no grave.

Por la tarde fueron lidiados por Diego Urdiales, Fernando Adrian y Borja Jiménez. Su resultado fue de Silencio tras dos avisos y silencio para Urdiales tras pinchar una buena faena al primero, de palmas y oreja para Fernando Adrian y Silencio tras aviso y dos orejas ganadas con sangre ya que fue herido en el muslo derecho al matar al toro.

### 2025
El Viernes 22 de noviembre se confirmo la presencia de la ganadería por 5 año consecutivo desde 2019.

## Premios
- 2009: Premio a la Mejor Ganadería en la Feria de Ciudad Real y Premio al Mejor Toro, por Trabajano, lidiado por Cayetano Rivera el 20 de agosto de 2009.[17]
- 2019: Trofeo Carriquiri, al toro más bravo de la Feria del Toro de Pamplona, por Tinajón, lidiado por José Garrido el 13 de julio de 2019.[18]
- 2022: Premio a la mejor corrida de la Feria del Toro de Pamplona. Corrida lidiada el 10 de julio de 2022 por "Rafaelillo", Manuel Escribano, Leo Valadez. Saliendo los tres espadas por la puerta grande junto al mayoral de la ganadería.